# Mayo Fuerte
Mayo Fuerte är en ort i Mexiko.   Den ligger i kommunen Huatabampo och delstaten Sonora, i den västra delen av landet, 1 300 km nordväst om huvudstaden Mexico City. Mayo Fuerte ligger 48 meter över havet och antalet invånare är 211.
Terrängen runt Mayo Fuerte är platt. Runt Mayo Fuerte är det ganska tätbefolkat, med 70 invånare per kvadratkilometer. Närmaste större samhälle är Palo Verde, 14,0 km sydost om Mayo Fuerte. Trakten runt Mayo Fuerte består till största delen av jordbruksmark.